# Kyrkbröllop
Kyrkbröllop är en roman från 1938 av Moa Martinson. Det är den andra delen i Moa Martinsons självbiografiska serie om arbetarflickan Mia. Handlingen utspelar sig i sekelskiftets Norrköping. Romansviten bygger delvis på följetongen Pigmamma, som Martinson skrev för tidningen Brand 1928–29.